# 相良朋紀
相良 朋紀（さがら とものり、1945年2月22日 - 2021年4月4日）は、日本の弁護士、裁判官。位階は正三位。
広島高等裁判所長官を最後に定年退官。東京大学法学部卒業。

## 略歴
- 1963年3月 - 埼玉県立浦和高等学校卒業
- 1967年3月 - 東京大学法学部第一類卒業
- 1967年4月 - 司法修習生
- 1993年9月1日 - 最高裁判所司法研修所教官
- 1996年4月1日 - 東京地方裁判所判事
- 2000年9月23日 - 前橋地方裁判所所長
- 2002年9月9日 - 東京高等裁判所部総括判事
- 2005年2月11日 - 最高裁判所司法研修所所長
- 2007年5月23日 - 仙台高等裁判所長官
- 2008年11月25日 - 広島高等裁判所長官
- 2010年2月21日 - 定年退官
- 2015年 - 春の叙勲で瑞宝重光章を受章
- 2010年4月 - 弁護士登録（第一東京弁護士会）・TMI総合法律事務所顧問
- 2021年4月4日 - 肺がんのため死去[1][2]。76歳没。死没日をもって、正三位に叙される[3]。